# ピーター・ブラウン (歴史学者)
ピーター・ロバート・ラモント・ブラウン （Peter Robert Lamont Brown, 1935年7月26日 - ）は、イギリスの歴史学者。イギリスおよびアメリカ合衆国で複数の大学教授を務めた。

## 経歴
アイルランドのダブリンでプロテスタントの家庭に生まれ、シュルーズベリー校、オックスフォード大学を卒業した。
オックスフォード大学では、ニューカレッジを経て、オール・ソウルズ・カレッジに進学、後者ではアルナルド・モミリアーノに師事して卒業研究をしている。
オックスフォード大学、ロンドン大学、カリフォルニア大学バークレー校、プリンストン大学などで教鞭を執り、最終的には、プリンストン大学のフィリップ・アンド・ベラウローレンス講座（歴史学）教授であった。
また、シカゴ大学、トリニティーカレッジ（ダブリン）、ウエスレヤン大学、コロンビア大学、ハーバード大学、キングスカレッジ（ロンドン）内の幾つかの学会から名誉学位を授与されている。
1982年にはマッカーサー基金に選出された。

## 研究内容・業績
- ブラウンは、少なくとも15の言語を読解し、32歳にして『ヒッポのアウグスティヌス伝』研究で認められた。執筆の基本的性格は変わることなく、古代末期研究において最も著名な歴史家で、著書は各国語に訳されている。聖人や宗教運動に特色を持つとする「古代末期」という概念を創設し、広く認知させた。
- 1971年、初期著作『古代末期の世界』において、ブラウンは3世紀から8世紀に跨っているとする古代末期という新しい時代区分を提唱した。それまでの伝統的史観は、エドワード・ギボンの『ローマ帝国衰亡史』以後の一連の研究に描写される黄金時代（所謂ローマ最盛期）からの古代市民社会の衰退という面を中心に描かれるものであった。これに対し、ポジティブな面からこの時代を評価する新しい観点を提案し、古代末期は巨大な文化的な変革の時代であった、とする見解で新しい論争を引き起こした。
- ブラウンの初期の研究には、フェルナン・ブローデルがこの分野について描写した『フランス年代史研究』の影響が見られ、ブラウンはそこで文化や宗教を、社会情勢や広範な歴史の変動や移行の具現として分析している。とりわけ史学的理解の手法で、同時代の英米の研究動向の影響も大きく、文化人類学や社会学との関わりの中に、その研究分析の傾向は見い出せる。またその考察は、主に末期ローマ世界の宗教的な変容に割かれており、この「聖人」の構図に関係したテーマにおける業績は、評価の多くを占めている。
- ブラウンによれば、カリスマ的存在であったキリスト教修道士（聖人）が、古代末期の東西ローマ世界において地域社会や教会の仲介者として際立っている、とみなす。さらには、こうした関係性は、後にはキリスト教聖者によって引き継がれていくローマの社会構造におけるパトロネジの重要性を示している、とされる。しかしより大切なのは、聖人の出現は、キリスト教圏のみならず古典古代の諸宗教の影響を受けた大きな宗教的変化の結果である、としていることにある。ただし、彼のこうしたものの見方は、この8年の間に微妙に変化しており、彼は新しい著書や投稿の中で、多くの宗教の外観を再構成した自身の初期の研究には、再検討が必要である、と言っている。
- 後期の研究では、特にキリスト教の階層社会を研究の主題に据え、深い洞察を示している。その著書『主体と社会』において、彼は初期のキリスト教の習慣の研究についての斬新なアプローチを試み、そこにはピエール・アドーとミシェル・フーコーの業績である『セクシュアリティの歴史』の影響が見られる。
- 最新の研究では、特にキリスト教系執筆者の記録から、古代末期の富や貧困について焦点を当てた著述である。

## 受賞歴・栄典
- 1994年 - ハイネケン賞
- 2001年 - アンドリュー・W・メロン基金から学術優秀業績賞
- 2008年 - 人文学生涯栄誉賞 インドの歴史学者ロミラ・ザッパーと共同受賞
- 2011年 - バルザン賞
- 2015年 - ダン・デイヴィッド賞

## 日本語訳
- 『古代末期の世界 ローマ帝国はなぜキリスト教化したか？』

宮島直機訳、刀水書房〈刀水歴史全書〉、2002年、改訂版2006年
- 『古代末期の形成』 足立広明訳、慶應義塾大学出版会、2006年
- 『古代から中世へ』 後藤篤子編訳、山川出版社〈YAMAKAWA LECTURES〉、2006年
- 『アウグスティヌス伝 （上下）』 出村和彦訳、教文館、2004年
- 『貧者を愛する者　古代末期におけるキリスト教的慈善の誕生』 戸田聡訳、慶應義塾大学出版会、2012年。講演録